# Theater of Dimensions
Theater of Dimensions è il settimo album in studio del gruppo symphonic metal tedesco Xandria, pubblicato il 27 gennaio 2017.

## Tracce
1. Where the Heart Is Home – 6:53
2. Death to the Holy – 4:46
3. Forsaken Love – 4:20
4. Call of Destiny – 4:10
5. We Are Murderers (We All) – 5:49
6. Dark Night of the Souls – 5:21
7. When the Walls Came Down (Heartache Was Born) – 5:11
8. Ship of Doom – 4:50
9. Ceilí – 3:21
10. Song for Sorrow and Woe – 5:24
11. Burn Me – 4:42
12. Queen of Hearts Reborn – 5:16
13. A Theater of Dimensions – 14:22

## Formazione

### Xandria
- Dianne van Giersbergen – voce
- Marco Heubaum – chitarra, tastiera
- Philip Restemeier – chitarra
- Steven Wussow – basso
- Gerit Lamm – batteria

### Ospiti
- Henning Basse – voce (traccia 13)
- Björn Strid – voce (5)
- Ross Thompson – voce (8)
- Zaher Zorgati – voce (11)